# Ghulam Murtaza Shah Syed
Ghulam Murtaza Shah Syed ou plus simplement G. M. Syed (en sindi : سائين جي ايم سيد) né le 17 janvier 1904 et mort le 25 avril 1995, est un homme politique pakistanais. Il est une personnalité marquante du nationalisme sindi dont il est considéré comme l'un des fondateurs modernes. Sous l'occupation britannique, il se bat pour en faveur du mouvement pour le Pakistan et fait passer à l'Assemblée locale une résolution visant à rejoindre la nouvelle nation.
Après l'indépendance du Pakistan, il continue sa lutte à gauche et pour le nationalisme sindi, entrainant la répression du premier régime militaire pakistanais de Muhammad Ayub Khan, étant emprisonné et interdit de politique. Il était profondément laïc, et était très admiratif du modèle laïc Turc. 